# Pierre Jaminet
Pierre Jaminet (Parijs, 19 februari 1912 – Le Havre, 7 december 1968) was een Frans wielrenner. Jaminet won tijdens zijn carrière twee etappes in de Ronde van Frankrijk.

## Palmares
1938
- 1e etappe Parijs-Nice
- Internationaal Wegcriterium

1939
- 10e etappe deel a Ronde van Frankrijk
- 16e etappe deel a Ronde van Frankrijk

## Resultaten in voornaamste wedstrijden
| Jaar | Ronde van Italië | Ronde van Frankrijk | Ronde van Spanje |
| ---- | ---------------- | ------------------- | ---------------- |
| 1938 |                  | 44e                 |                  |
| 1939 |                  | opgave (2)          |                  |